# Rhizoecus sonomae
Rhizoecus sonomae är en insektsart som beskrevs av Mckenzie 1960. Rhizoecus sonomae ingår i släktet Rhizoecus och familjen ullsköldlöss. Inga underarter finns listade i Catalogue of Life.